# Le Quesnoy
Le Quesnoy település Franciaországban, Nord megyében. Lakosainak száma 4859 fő (2022. január 1.). Le Quesnoy Orsinval, Villereau, Villers-Pol, Beaudignies, Frasnoy, Ghissignies, Louvignies-Quesnoy, Potelle és Ruesnes községekkel határos.

## Le Quesnoy erődítményei

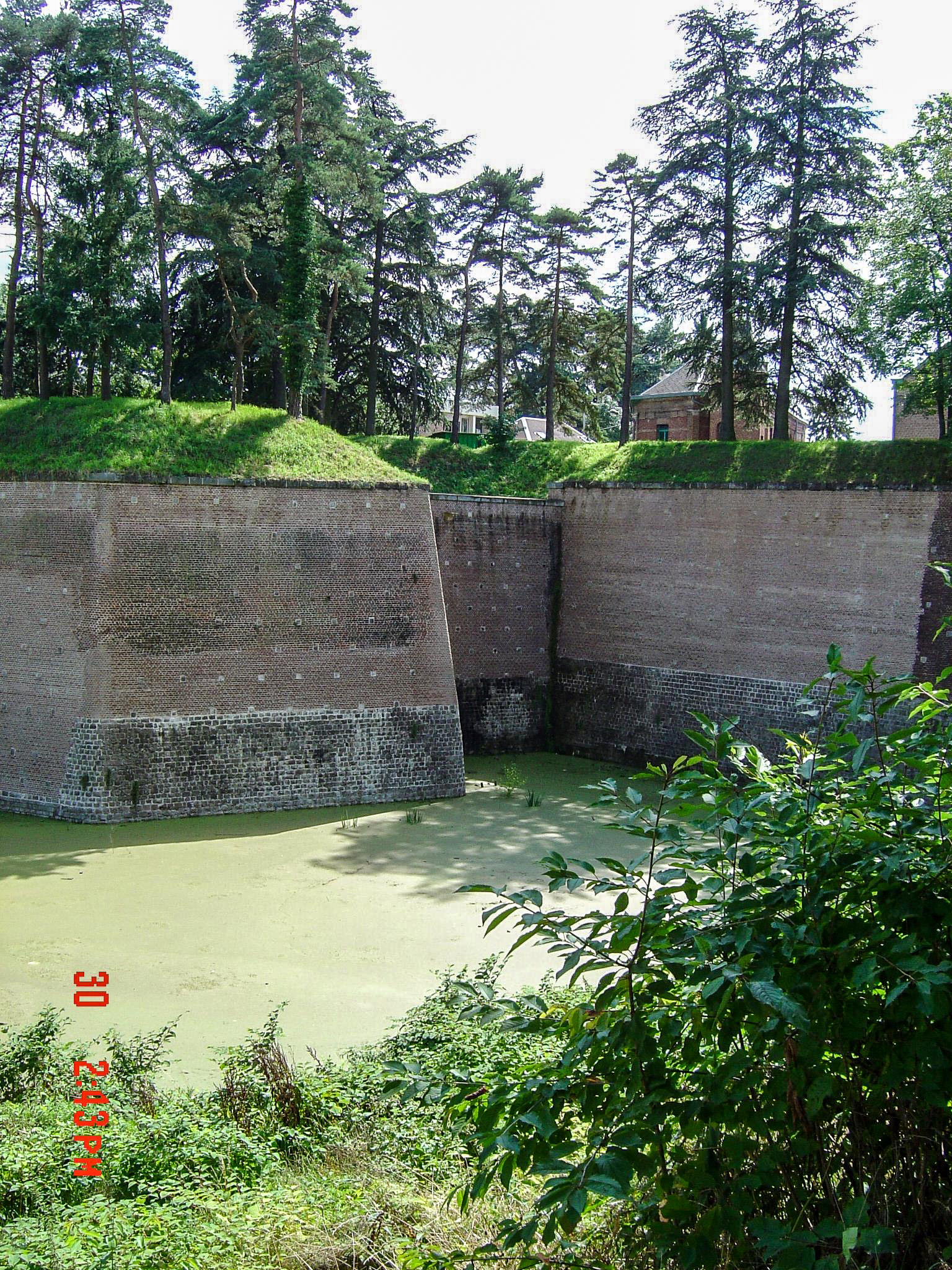
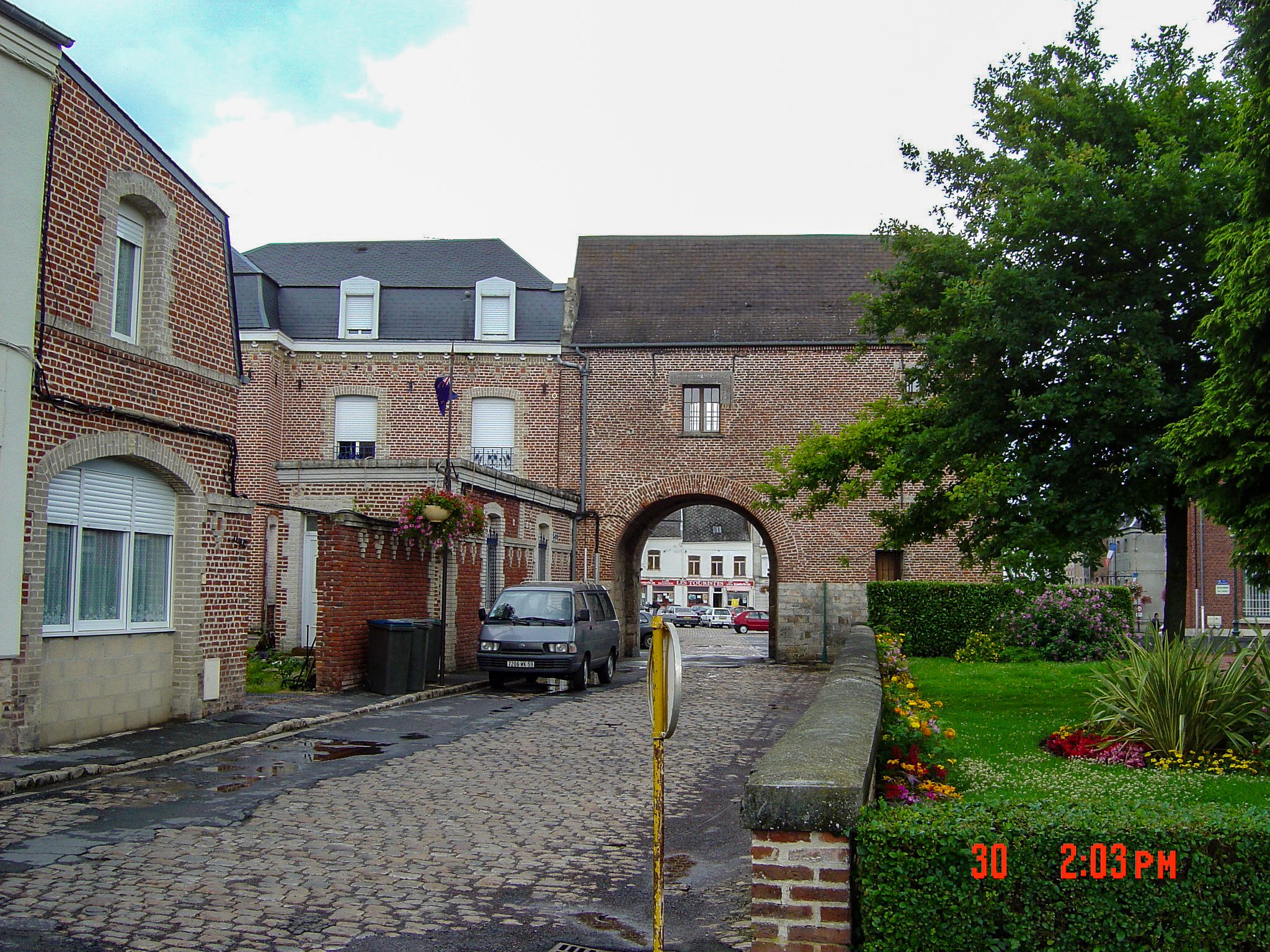
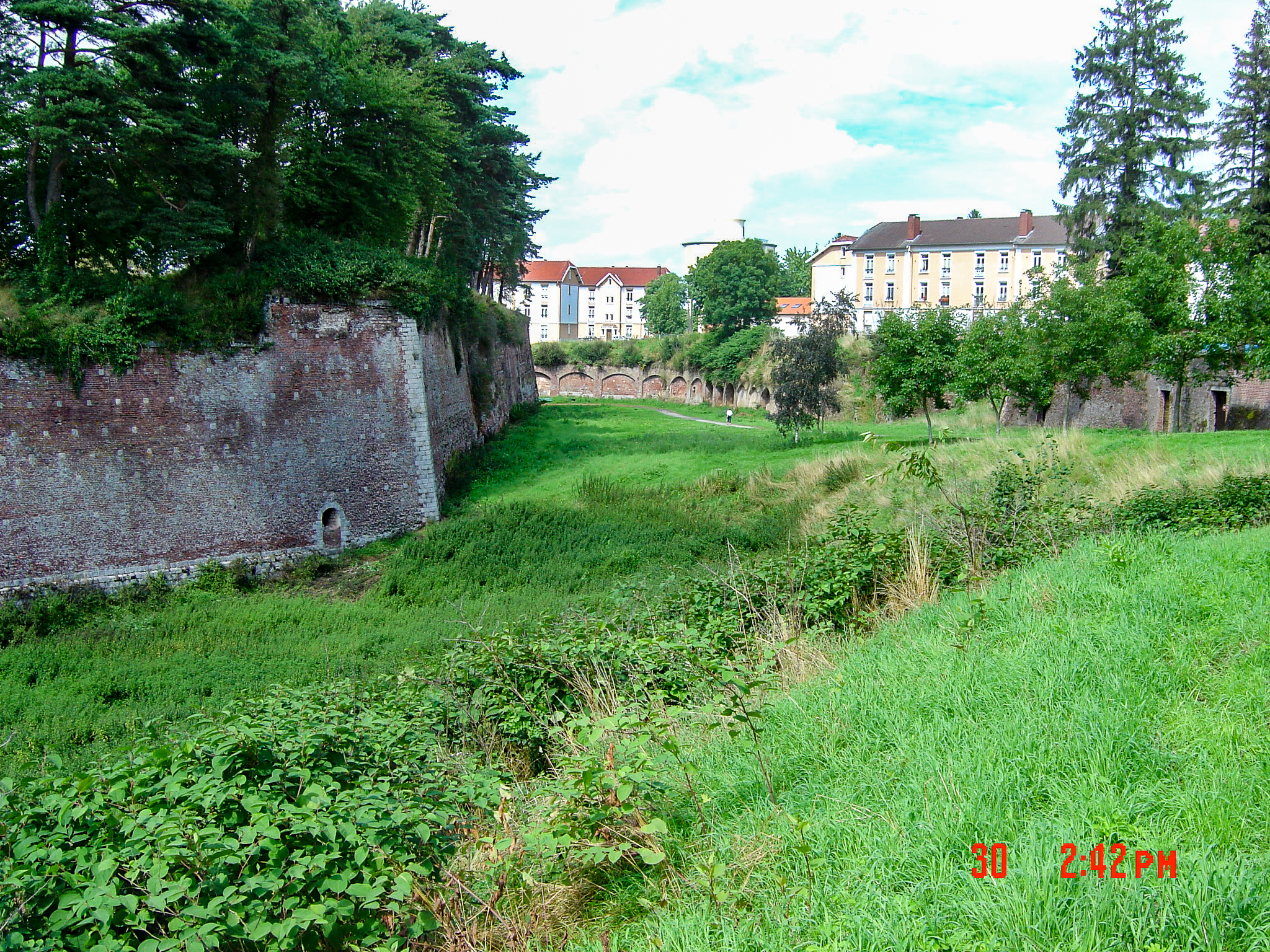
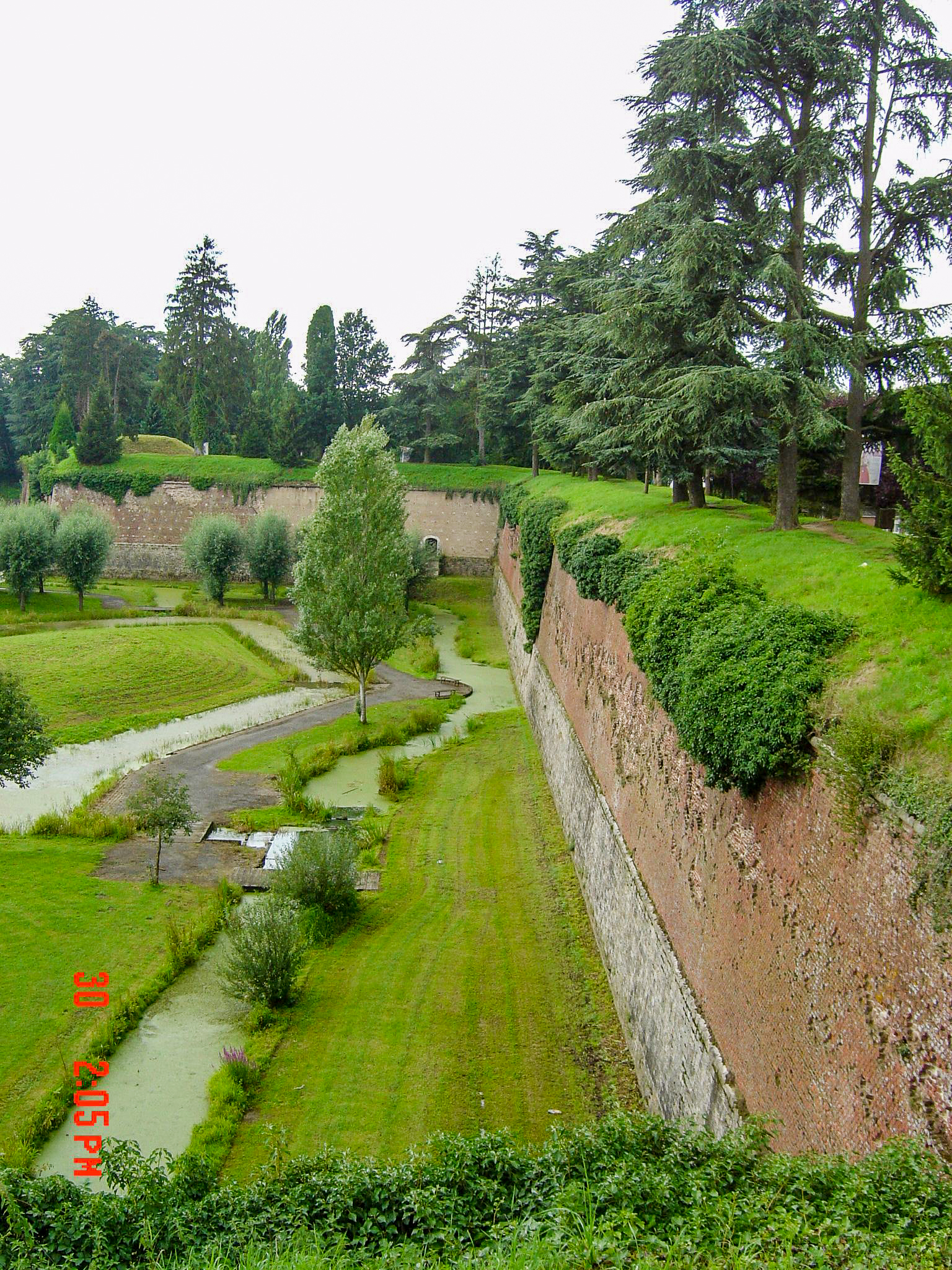

## Népesség
A település népességének változása:
| Lakosok száma | 5017 | 5007 | 5157 | 4934 | 4902 | 4870 | 4863 | 4852 | 4859 |
|               | 2013 | 2015 | 2016 | 2017 | 2018 | 2019 | 2020 | 2021 | 2022 |